# Венелин Цачевски
Венелин Цачевски е български учен икономист, политолог, историк и дипломат.

## Биография
Венелин Цачевски е роден през 1948 г. в град София. Магистър по икономика от Висшия икономически институт „Карл Маркс“ в София (днес Университет за национално и световно стопанство). Работил е в Института по външна политика „Иван Башев“ към Министерството на външните работи, Института по международни отношения и социалистическа интеграция към Президиума на БАН, Института по международни отношения и др.
Венелин Цачевски е доктор по икономика (1975) и доктор на икономическите науки (1990). Бил е професор в Славянски, Великотърновски и Нов български университет, където е преподавал по Теория на външната политика и Външна политика на България. Ръководил е Департамент по международно право и международни отношения в Новия български и Великотърновския университет. Чел е лекции по история и международни отношения на Балканите и външна политика на България в Хелзинкския университет. Специализирал е в Белгия, Финландия, Швейцария, Япония, Германия, Русия и др.
Бил е съветник в Министерството на външните работи. През 2003 – 2006 г. е изпълнявал функциите на извънреден и пълномощен посланик на България във Финландия, а през 2004 – 2006 г. и в Естония.
Той е автор на голям брой публикации в областта на историята, развитието и външната политика на България, Балканите, малките европейски държави, европейската интеграция и др. Негови книги, монографии и статии са публикувани в България, Япония, Финландия, Швейцария и други страни. Сред тях са книгите: „Българският комунизъм“ (1993), „Балканите. Новата Югоизточна Европа“ (2007 – първо издание, 2008 – второ издание), „Балканите. Европейският избор“ (2008), „Балканите. Краят на конфликтите“ (2008), „Балканите. Трудният път към обединена Европа“ (2008), „Зад фасадата на българската дипломация“ (2008), „Балканите и България. Европеизацията не е завършила“ (2010 – първо издание, 2011 – второ издание), „България и Балканите в началото на 21 век“ (2012), „Energy Management in South-East Europe: Achievements and Prospects“ (2013), „Швейцарският модел. Силата на демокрацията“ (2013), „Казимир Ернрот в историята на България. Военачалник и държавник“ (2013), „Casimir Ehrnrooth. The General who made history“ (2013), „The Swiss Model. The Power of Democracy“ (2014), „Casimir Ehrnrooth. The Finn who made history“ (2014), „Швейцария. Демокрация на бъдещето“ (2014), „България и Швейцария. Заедно в историята“ (2015) и др. 
Венелин Цачевски е дарил свои книги на Столична община, Университета за национално и световно стопанство, Централната столична библиотека, Градската библиотека и Дружеството за Българо-швейцарско приятелство „Луи Айер“ в град Лом, финландски държавни и културни институции, чуждестранни посолства и др. По негово предложение Столичният общински съвет е наименувал улици в град София с имената на генерал Казимир Ернрот и проф. Константин Кацаров. Инициирал е поставянето на паметни символи на генерал Казимир Ернрот във Финландия, на улицата, носеща неговото име в София и в град Търговище, както и ремонтирането на издигнатия в мемориалния парк „В. Н. Лавров“ близо до Плевен паметник на финландските войници, загинали в битката край Горни Дъбник през Руско-турската освободителна война (1877 – 1878).